# 新十大建設
新十大建設（しんじゅうだいけんせつ）とは、2003年11月に中華民国行政院長の游錫堃が発表した大型インフラ整備事業。蔣経国時代の1970年代に始まった十大建設の21世紀版である。5カ年計画で総事業費は5千億新台湾ドル、陳水扁第二期政権発足後の2005年6月に立法院で予算が可決された。

## 計画内容
1. 国際大学及び最先端研究センター計画5年内に15の重点大学及び大学の枠を超えた研究センターをアジア第一とし、10年以内に最低大学1校を世界の大学格付けの100位以内とする。
2. 国際芸術及び流行音楽センター台湾全域に国際芸術文化センターを設置し、あわせて台湾を中華圏流行音楽の発信地とする。
- 北部：大台北新劇院（中国語版）、台北流行音楽中心
- 中部：台中大都会歌劇院、台中古根漢美術館（事業中止）
- 南部：衛武営芸術文化中心、故宮南院、高雄流行文化産業中心
- 東部：南島文化園区（事業中止）

3. M台湾計画世界最高のインターネットサービスを構築し通信産業の発展を図る。
4. 台湾博覧会台湾科学技術、観光、文化発展のための博覧会開催。（事業中止）
5. 台鉄捷運化台湾高速鉄道の開通に伴い、新駅設置、運行本数増便、高架化及び地下化を推進し、台鉄西部幹線を都市型MRTへと転換し、更に沿線の都市化を図る。
6. 第三波高速公路宜花東及び南投などの観光地を開発するとともに地方の交通事情の改善を図る。
7. 高雄港洲際貨櫃中心国際コンテナヤードとしての大水深港湾を建設、大型コンテナ船の取扱いにより高雄港を補完する。
8. 北中南捷運総延長182kmの捷運路線を整備し、台北・台中・台南の都市交通の改善を図る。
9. 下水道整備生活環境の改善と水質改善を通し、台湾の河川及び海洋の環境改善を図る。
10. 平地ダム及び海水淡水化施設平地ダムの建設及び海水淡水化設備を新竹及び離島地区に建設し渇水問題を開設する。（ただし平地ダムは環境への影響を考慮しほぼ事業凍結）